# Julie Kim Sinmon
Julie Kim Sinmon (São Paulo, 10 de março de 1998) é uma ginasta brasileira que compete em provas de ginástica artística.
Em 2014 conseguiu a terceira colocação no individual geral nos jogos sul-americanos, e também terminou em terceiro lugar no pré-Pan, na trave.
Na Copa do Mundo de Ginástica Artística de Liubliana, na Eslovênia, foi medalha de bronze, com 13,225 pontos.
Nos Jogos Pan-Americanos de 2015 conquistou medalha de bronze em equipe.
Grande promessa para as olimpíadas do Rio 2016, porém ficou de fora após uma grave cirurgia no joelho no final de 2015.
Está no Flamengo desde de 2012.